# Haubenfadenelfe
Die Haubenfadenelfe (Discosura popelairii, Syn.: Popelairia popelairii) oder Fadenschopfelfe ist eine Vogelart aus der Familie der Kolibris (Trochilidae), die in Teilen der Länder Kolumbien, Ecuador und Peru verbreitet ist. Der Bestand wird von der IUCN als „potenziell gefährdet“ (near threatened) eingeschätzt. Die Art gilt als monotypisch.

## Merkmale

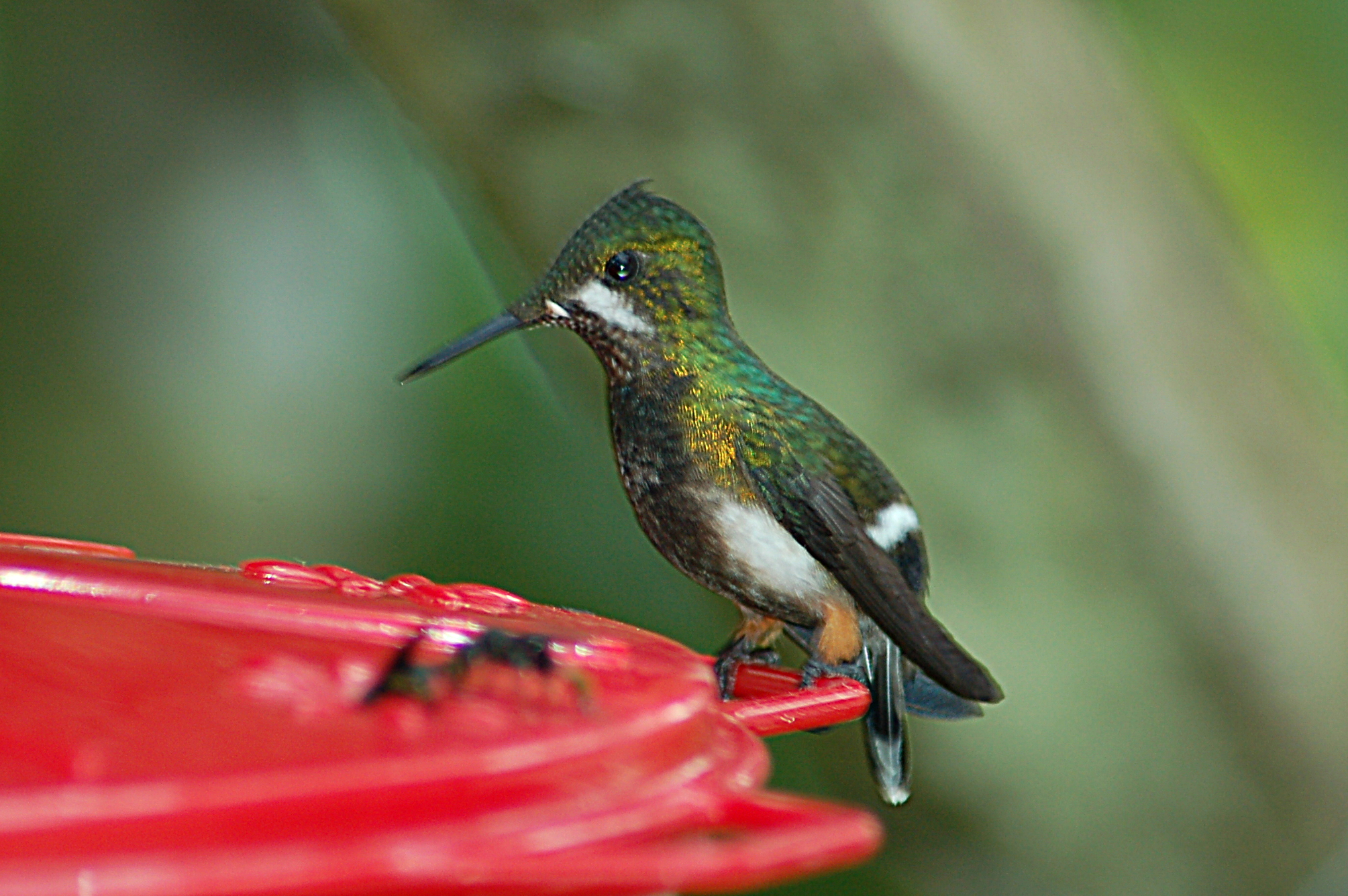
Haubenfadenelfe ♀

Die männliche Haubenfadenelfe erreicht inklusive des langen Schwanzes eine Körperlänge von etwa 11,4 cm, die weibliche eine von 7,5 cm bis 8,2 cm bei einem jeweiligen Gewicht von ca. 2,5 g. Das Männchen hat einen kurzen, geraden schwarzen Schnabel. Der glitzernd grüne Oberkopf hat dünne haargleiche Haubenfedern. Der Rest der Oberseite ist kupfergrün mit einem weißen Band über dem Bürzel. Der Ringkragen schimmert grün, die Unterseite ist schwarz. Die bräunlichen Flanken weisen weiße Flecken auf. Der lange gegabelte Schwanz ist stahlblau, die äußeren Steuerfedern sehr dünn. Der Schaft aller Steuerfedern ist weiß. Das Weibchen ist ähnlich, doch hat es keine Haubenfedern. Die Oberseite ist schwarz mit einem weißen Backenstrich und Flecken an der Seite. Der Schwanz ist merklich kürzer, nur leicht gegabelt und bläulich schwarz mit weißen Flecken. Jungvögel ähneln den Weibchen. Nicht ausgewachsene Männchen können leicht mit der Schmetterlingselfe (Lophornis chalybeus) oder der Brustband-Fadenelfe (Discosura langsdorffi) verwechselt werden, auch wenn sich diese Arten zumindest in Peru in anderen Höhenlagen bewegen.

## Verhalten und Ernährung
Die Haubenfadenelfe bezieht ihren Nektar beispielsweise von blühenden Inga-Bäumen. Ebenso ernährt sie sich von kleinen Arthropoden.

## Lautäußerungen
Der Gesang besteht aus einem ruhigen flüssigen tuw-Ton.

## Fortpflanzung
Sehr wenig ist über das Brutverhalten der Haubenfadenelfe bekannt. In Kolumbien wurde im April ein Nest entdeckt, das sich am Ende eines Zweiges acht Meter über dem Boden befand.

## Verbreitung und Lebensraum

Verbreitungsgebiet (grün) der Haubenfadenelfe

Die Haubenfadenelfe bevorzugt feuchte Wälder und deren Ränder in Höhenlagen zwischen 500 und 1500 Meter. Ein einziger Bericht aus Bolivien erwähnt ihr Vorkommen in einer Höhenlage um die 400 Meter. Die Futtersuche erfolgt normalerweise in den Baumkronen.

## Migration
Das Zugverhalten der Haubenfadenelfe ist bisher nicht erforscht. Es wird aber vermutet, dass sie ein Standvogel ist.

## Etymologie und Forschungsgeschichte

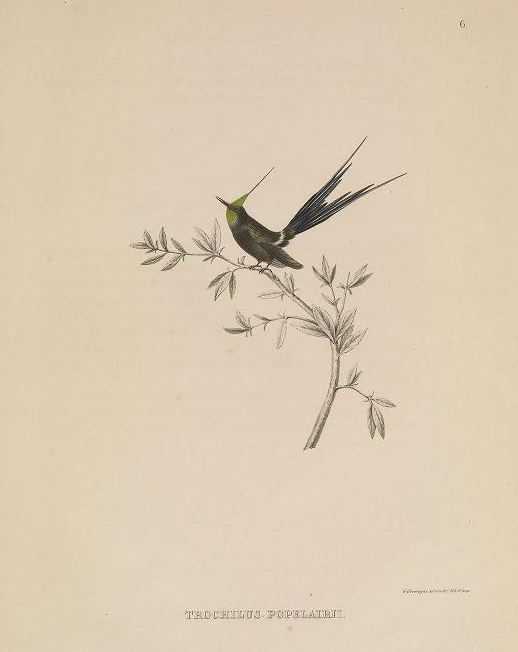
Haubenfadenelfe illustriert durch Georges Severeyns

Die Erstbeschreibung der Haubenfadenelfe erfolgte 1846 durch Bernard Amé Léonard Du Bus de Gisignies unter dem wissenschaftlichen Namen Trochilus popelairii. Das Typusexemplar hatte er vom belgischen Forschungsreisenden Jean Baptiste Louis Joseph Baron Popelaire de Terloo (1810–1870) bekommen, der das Exemplar in Peru gesammelt hatte. Die Tafel zur Beschreibung lieferte der belgische Künstler und Lithograph Georges Severeyns. Erst 1850 wurde die neue Gattung Discosura von Charles Lucien Jules Laurent Bonaparte für die Diskuselfe eingeführt. Der Name Discosura leitet sich von den griechischen Wörtern δίσκος dískos für „Platte, Scheibe“ und ουρά ourá für „Schwanz“ ab. Der Artname popelairii ist seinem Entdecker gewidmet.